# Jason Byrne
Jason Byrne (Dublino, 23 febbraio 1978) è un ex calciatore irlandese, di ruolo attaccante.
Cugino di Robbie Keane, è stato capocannoniere della Premier Division irlandese per quattro stagioni consecutive: 2003, 2004, 2005 e 2006.

## Carriera

### Bray Wanderers
Byrne ha iniziato la sua carriera nel 1998 con il Bray Wanderers, dove ha segnato 7 gol in 15 presenze. Nelle quattro stagioni successive ha segnato 49 gol in 128 presenze in campionato, nonostante un grave infortunio alla caviglia.

### Shelbourne
Il 12 gennaio 2003, è passato allo Shelbourne, segnando due gol alla sua partita d'esordio in campionato contro il Waterford United. Il suo passaggio allo Shelbourne e i 21 gol segnati in quella stagione hanno aiutato la sua squadra ad arrivare ai vertici della classifica.
Il 2004 lo ha visto riprendere da dove aveva lasciato, creando una buona intesa con Glen Fitzpatrick appena arrivato in squadra, 25 goal in 33 partite di campionato, ancora una volta lo Shelbourne vinse il titolo nazionale.
Nel 2005 altre 30 marcature tra tutte le competizioni, di cui 5 nelle qualificazioni di Champions League azioni e 22 in campionato. Byrne è stato un giocatore chiave per lo Shelbourne anche per la conquista del titolo nella stagione 2006, 15 gol in 26 presenze.

### Cardiff City
Dopo la retrocessione dello Shelbourne a causa di irregolarità fiscali, Byrne ha firmato per Cardiff City. Il 17 gennaio 2007, al suo esordio contro il Wolverhampton, segna subito dopo essere entrato in campo al 62º minuto. Ha fatto diverse apparizioni accanto a Michael Chopra. Durante l'estate la rosa del Cardiff City aumenta con l'arrivo di Robbie Fowler, Jimmy Floyd Hasselbaink e Steve MacLean e quindi si trovò a dover lottare con una concorrenza molto ampia.

### Bohemians
Dopo una trattativa laboriosa, l'8 gennaio 2008, arriva a parametro zero e firma un contratto triennale per il Bohemians.
Byrne fa il suo debutto per contro i St Patricks Athletic il 14 marzo 2008 ed ha segnato il suo primo gol, su rigore, contro il Finn Harps il 28 marzo 2008. Ha segnato una doppietta contro il Rhyl F.C. nella Coppa Intertoto 2008  Archiviato il 15 febbraio 2016 in Internet Archive.. Ha contribuito alla vittoria del secondo titolo consecutivo, da parte dei Bohemians, segnando 22 volte in campionato compresa una clamorosa quadripletta contro il Dundalk il 1º maggio.

### Dundalk
Il 4 dicembre 2010, Byrne ha firmato un contratto annuale per Dundalk insieme al compagno di squadra Mark Quigley.

## Carriera internazionale
Byrne è stato più volte convocato nella nazionale maggiore, ma per scelta tecnica è stato schierato solo per due spezzoni di partita.
Nel 1991 ha disputato due partite nel Mondiale Under-20 all'età di 13 anni, 3 mesi e 19 giorni, diventando così il più giovane calciatore della storia ad aver partecipato a questa competizione.

## Statistiche

### Cronologia presenze e reti in nazionale
| Cronologia completa delle presenze e delle reti in nazionale ― Irlanda | Cronologia completa delle presenze e delle reti in nazionale ― Irlanda | Cronologia completa delle presenze e delle reti in nazionale ― Irlanda | Cronologia completa delle presenze e delle reti in nazionale ― Irlanda | Cronologia completa delle presenze e delle reti in nazionale ― Irlanda | Cronologia completa delle presenze e delle reti in nazionale ― Irlanda | Cronologia completa delle presenze e delle reti in nazionale ― Irlanda | Cronologia completa delle presenze e delle reti in nazionale ― Irlanda |
| Data                                                                   | Città                                                                  | In casa                                                                | Risultato                                                              | Ospiti                                                                 | Competizione                                                           | Reti                                                                   | Note                                                                   |
| ---------------------------------------------------------------------- | ---------------------------------------------------------------------- | ---------------------------------------------------------------------- | ---------------------------------------------------------------------- | ---------------------------------------------------------------------- | ---------------------------------------------------------------------- | ---------------------------------------------------------------------- | ---------------------------------------------------------------------- |
| 28-4-2004                                                              | Bydgoszcz                                                              | Polonia                                                                | 0 – 0                                                                  | Irlanda                                                                | Amichevole                                                             | -                                                                      | 90’                                                                    |
| 24-5-2006                                                              | Dublino                                                                | Irlanda                                                                | 0 – 1                                                                  | Cile                                                                   | Amichevole                                                             | -                                                                      | 73’                                                                    |
| Totale                                                                 |                                                                        | Presenze                                                               | 2                                                                      |                                                                        | Reti                                                                   | 0                                                                      |                                                                        |

## Palmarès

### Club

#### Competizioni nazionali
- Campionato irlandese: 5

Shelbourne: 2003, 2004, 2006
Bohemians: 2008, 2009
- Coppa d'Irlanda: 2

Bray Wanderers: 1999
Bohemians: 2008
- Coppa di Lega irlandese: 1

Bohemians: 2009

### Individuale
- Giocatore dell'anno della PFAI: 2

2003, 2004
- Capocannoniere del campionato irlandese: 2

2005 (22 gol), 2006 (15 gol)